# Wetenschap in 1935
Hier volgen wetenschappelijke en technologische ontwikkelingen uit het jaar 1935. Deze zijn niet in de normale overzichten geplaatst omdat het vaak moeilijk is ze aan een bepaalde dag of zelfs maand toe te schrijven.
- 11 januari: Amelia Earhart vliegt als eerste solo over de Grote Oceaan.
- Op Antarctica wordt steenkool ontdekt, met daarbij fossielen van bladeren, planten en bomen.
- In het British Museum wordt een aantal oud-christelijke papyri gevonden. De teksten lijken op delen van het evangelie volgens Johannes, maar komen er niet volledig mee overeen.
- 29 januari: De eerste Nederlandse automatische telefooncentrale wordt in gebruik genomen, in de regio Ede.
- 2 februari: In Wisconsin test Leonard Keeler de eerste leugendetector.
- 17 februari: Richard E. Byrd keert terug in Nieuw-Zeeland na een uitgebreid onderzoek van Antarctica.
- Wander de Haas en Eliza Cornelis Wiersma bereiken een record-lage temperatuur van 0,0052 kelvin.
- Een onbemande Russische ballon bereikt een hoogte van 30.600 meter. De laagst gemeten temperatuur was −60,9 °C, op 17.700 meter hoogte.
- Clem Sohn zweeft met behulp van niet meer dan zijn spierkracht en zelfgemaakte vleugels.
- Robert Van de Graaff zet met behulp van straling zilver om in cadmium.
- Klarius Mikkelsen van het walvisschip Thorshavn Ingrid Christensen Land in Antarctica.
- 31 mei: Robert Hutchings Goddard vestigt een nieuw hoogterecord met een raket, het bedraagt nu 2300 meter.
- Alexis Carrel en Charles Lindbergh ontwikkelen de perfusiepomp, een apparaat om organen buiten het lichaam levend te houden. Deze kan beschouwd worden als een verre voorloper van het kunsthart.
- De Amerikaanse seismoloog Charles Francis Richter stelt een schaal op om de sterkte van aardbevingen te kunnen weergeven.
- 5 december: Het eerste door middel van kunstmatige inseminatie verwekte kalf wordt in Elsloo geboren.
- Een expeditie onder leiding van Lawrence Wager beklimt Gunnbjørn Fjeld, de hoogste top van de Watkins Range in Groenland.

## Nobelprijzen
- Natuurkunde: James Chadwick (VK) voor de ontdekking van het neutron
- Scheikunde: Frédéric Joliot en Irène Joliot-Curie (Fra) voor de ontdekking van de kunstmatige radioactiviteit
- Geneeskunde: Hans Spemann (Dui) voor de ontdekking van de embryonische inductie